# Europees kampioenschap voetbal 2012 (Groep D) Zweden - Engeland
Dit artikel gaat over de wedstrijd in de groepsfase in groep D tussen Zweden en Engeland die gespeeld werd op 15 juni 2012 tijdens het Europees kampioenschap voetbal 2012.
Het was de vijftiende wedstrijd van het toernooi en werd gespeeld in het NSK Olimpiejsky in Kiev.

## Voorafgaand aan de wedstrijd
- Op de FIFA-wereldranglijst van mei 2012 stond Zweden op de 17e plaats, Engeland op de 7e plaats.[1]
- Zweden en Engeland speelden al 22 keer eerder tegen elkaar. Zweden won 6 keer van de 22 duels en Engeland won 7 keer van de 22 duels, het werd 9 keer een gelijkspel.
- Zweden scoorde in de onderlinge duels 25 keer en Engeland 30 keer.

## Wedstrijdgegevens

De basisopstellingen van beide landen

| Datum                | 15 juni 2012               | 15 juni 2012               |
| Wedstrijdnummer      | 15                         | 15                         |
| Stadion              | NSK Olimpiejsky, Kiev      | NSK Olimpiejsky, Kiev      |
| Toeschouwers         | 64.640                     | 64.640                     |
| Scheidsrechter       | Damir Skomina              | Damir Skomina              |
| Assistenten          | Primož Arhar Marko Stančin | Primož Arhar Marko Stančin |
| Vierde man           | Florian Meyer              | Florian Meyer              |
| Man van de wedstrijd | Theo Walcott               | Theo Walcott               |
|                      | Zweden                     | Engeland                   |
| Doelpunten           | 2                          | 3                          |
| Gele kaarten         | 3                          | 1                          |
| Rode kaarten         | 0                          | 0                          |
| Wissels              | 3                          | 2                          |
| Schoten op doel      | 3                          | 2                          |
| Schoten naast doel   | 1                          | 2                          |
| Overtredingen        | 7                          | 5                          |
| Hoekschoppen         | 0                          | 1                          |
| Buitenspel           | 0                          | 0                          |
| Vrije trappen        | 5                          | 7                          |
| Balbezit (tijd)      | 0                          | 0                          |
| Balbezit (%)         | 46                         | 54                         |

| Zweden | 2 – 3           | Engeland |
| Glen Johnson 49' (e.d.) (Sebastian Larsson) Olof Mellberg 59' | goals (assists) | 23' Andy Carroll (Steven Gerrard) 64' Theo Walcott 78' Danny Welbeck (Theo Walcott)                                                                  |
| Erik Hamrén | bondscoach      | Roy Hodgson |
| Andreas Isaksson Martin Olsson Jonas Olsson Olof Mellberg Andreas Granqvist 66' Kim Källström Anders Svensson Rasmus Elm 81' Zlatan Ibrahimovic Sebastian Larsson Johan Elmander 80' | opstellingen    | Joe Hart Ashley Cole Joleon Lescott John Terry Glen Johnson Ashley Young Scott Parker Steven Gerrard 61' James Milner Andy Carroll 90' Danny Welbeck |
| Mikael Lustig 66' Markus Rosenberg 80' Christian Wilhelmsson 81' | wissels         | 61' Theo Walcott 90' Alex Oxlade-Chamberlain |
| Olof Mellberg 63' Jonas Olsson 72' Anders Svensson 90' | gele kaarten    | 58' James Milner |
| | rode kaarten    | |

## Wedstrijden
| Groepswedstrijden | | | |
| Groep A | Groep B | Groep C                                                                                               | Groep D |
| Polen - Griekenland Rusland - Tsjechië Griekenland - Tsjechië Polen - Rusland Tsjechië - Polen Griekenland - Rusland | Nederland - Denemarken Duitsland - Portugal Denemarken - Portugal Nederland - Duitsland Portugal - Nederland Denemarken - Duitsland | Spanje - Italië Ierland - Kroatië Italië - Kroatië Spanje - Ierland Kroatië - Spanje Italië - Ierland | Frankrijk - Engeland Oekraïne - Zweden Oekraïne - Frankrijk Zweden - Engeland Engeland - Oekraïne Zweden - Frankrijk |
| Kwartfinales | | | |
| Tsjechië - Portugal                                                                                                  | Duitsland - Griekenland | Spanje - Frankrijk                                                                                    | Engeland - Italië |
| Halve finales | | | |
| ‎Portugal - Spanje | ‎Portugal - Spanje | Duitsland - Italië                                                                                    | Duitsland - Italië                                                                                                   |
| Finale | | | |
| Spanje - Italië | | | |